# 鹿児島県立鹿児島水産高等学校
鹿児島県立鹿児島水産高等学校（かごしまけんりつ かごしますいさんこうとうがっこう）は、鹿児島県枕崎市板敷南町にある公立の水産高等学校。共学。

## 沿革
- 1910年 - 鹿児島県立商船水産学校として開校。
- 1948年 - 学制改革に伴い、鹿児島県枕崎高等学校第一部となる。
- 1949年 - 組織改編し、鹿児島県枕崎水産高等学校と改称。
- 1956年 - 鹿児島県立枕崎水産高等学校と改称。
- 1961年 - 鹿児島県立鹿児島水産高等学校と改称。
- 2002年 - 漁業実習船薩摩青雲丸就航。

## 設置学科・定員
- 海洋科（40人）
  - 海洋技術コース
  - 機関コース
  - 栽培工学コース
- 情報通信科（40名）
- 食品工学科（40名）
- 専攻科（40名）
  - 海洋技術科
  - 機関技術科
  - 情報通信科

## 最寄駅
- 指宿枕崎線 薩摩板敷駅

## 学園祭
- 「水高祭」と呼ばれている

## 出身者
- 中垣國男 - 衆議院議員、法務大臣
- 西村亨 - 小説家